# Sumptchagra
Sumptchagra (Tchagra minutus) är en fågel i familjen busktörnskator inom ordningen tättingar.

## Utseende och läte
Sumptchagra är en liten och kortstjärtad tchagra med rostbrun rygg och beigefärgad undersida. Hanen har en svart hjässa, honan svartvitstrimmig. I södra delen av utbredningsområdet är ryggen enfärgat rostbrun, medan den i norr har ett svart "V" över skuldrorna. Sången består av en kort serie pratiga visslingar som avges av hanen i sångflykt. Bland lätena hörs låga och raspiga toner.

## Utbredning och systematik
Sumptchagra delas in i tre underarter med följande utbredning:
- T. m. minutus – Sierra Leone österut till Sydsudan, östra Sudan och Etiopien samt söderut till västra Kenya och nordvästra Tanzania
- anchietae/reichenowi-gruppen
  - T. m. reichenowi (inklusive remota) – östra och södra Tanzania, södra Malawi, östra Zimbabwe och Moçambique
  - T. m. anchietae – södra Kongo-Kinshasa till Angola, norra Zambia, sydvästra Tanzania och norra Malawi

Vissa placerar den som ensam art i släktet Bocagia.

## Levnadssätt
Sumptchagra hittas, som namnet avslöjar, i olika våta miljöer, som fuktiga buskmarker, flodnära vegetation, gräsmarker och kanter av våtmarker. Den är tillbakadragen och generellt ovanlig.

## Status och hot
Arten har ett stort utbredningsområde, men tros minska i antal, dock inte tillräckligt kraftigt för att den ska betraktas som hotad. Internationella naturvårdsunionen IUCN listar arten som livskraftig (LC).

## Namn
Det vetenskapliga släktesnamnet Bocagia hedrar den portugisiske ornitologen José Vicente Barboza du Bocage (1823-1907). Tchagra är ljudhärmande och gavs först som artnamn till kaptchagra av den franska ornitologen Louis Jean Pierre Vieillot.